# Uranophora chejelia
Uranophora chejelia är en fjärilsart som beskrevs av William Schaus 1920. Uranophora chejelia ingår i släktet Uranophora och familjen björnspinnare. Inga underarter finns listade i Catalogue of Life.